# Jardinero izquierdo

Posición del Jardinero izquierdo.

Un jardinero izquierdo (LF, del inglés left fielder), es un jugador de béisbol que juega en la defensa izquierda del campo. El jardín izquierdo es el área ubicada a la izquierda del Home plate. En el sistema de numeración utilizado para señalar las jugadas defensivas, al jardinero izquierdo se le asigna el número 7.

## Descripción
Los jardineros deben cubrir grandes distancias, por lo que la velocidad, el instinto, y la rapidez en reaccionar son fundamentales. Deben ser capaces de atrapar las pelotas que vuelan por encima de su cabeza. Deben tirar la pelota con precisión desde larga distancia , porque no se puede arriesgar dejar pasar una bola, o en lugar de permitir que la bola caiga con el fin de garantizar un juego rápido y evitar el avance de los corredores. Un jardinero izquierdo también debe familiarizarse con las diferentes configuraciones de las diferentes posiciones, y evitar que la bola cruce la línea en la esquina izquierda del campo.(solo que hay que tener cuidado al no pegarnos con la barada)
De todos los outfielders, el jardinero izquierdo a menudo tienen el brazo más débil, ya que generalmente no es necesario tirar la bola tan lejos para impedir el avance de cualquier corredor. El jardinero izquierdo requiere de un buen fildeo y captura sobre el terreno, ya que tiende a recibir más bolas que el jardinero derecho porque los bateadores diestros tienden a batear la pelota para la parte izquierda del campo. El jardinero izquierdo también respalda al tercera base en caso de intentos de robo, también al receptor y lanzador, cuando es necesario.
Ocasionalmente algunos jugadores del cuadro interior (infielders) pueden ser alineados en el jardín izquierdo. Ello depende de sus habilidades a la defensiva.

## Jardineros izquierdos destacados
- Ralph Kiner
- Lou Brock
- Goose Goslin
- Jackson Melián
- Antonio Armas
- Tony Campana

- Datos: Q1149868
- Multimedia: Left fielders / Q1149868